# .aq
.aq је највиши Интернет домен државних кодова (енгл. ccTLD) за Антарктик. Резервисан је за организације које врше рад на Антарктику или промовишу Антарктик и Јужни океан. Администриран је од стране 2Day Internet Limited.